# اریستوبولوس
اریستوبولوس وقایع‌نگار اسکندر است که در لشکرکشی‌های اسکندر ملتزم رکاب او بود و بعد مشاهدات و خاطرات خود را به صورت کتابی درآورد که از میان رفته‌است ولی بعدها نویسندگان اسکندری مانند آریان و دیودوروس در تحریر زندگی نامهٔ اسکندر و شرح پیروزی‌های او از کتاب او سودها برده‌اند و احتمال زیاد می‌رود که روایت استرابو دربارهٔ سرزمین هند بر مبنای گزارش‌های اریستوبولوس بوده‌است. توصیف او از گورهای شاهی هخامنشی و کتیبهٔ آرامگاه کوروش بزرگ توسط استرابو نقل شده‌است.